# نقطة يلوستون الساخنة

رسم تخطيطي للنقطة الساخنة ولكالديرا يلوستون

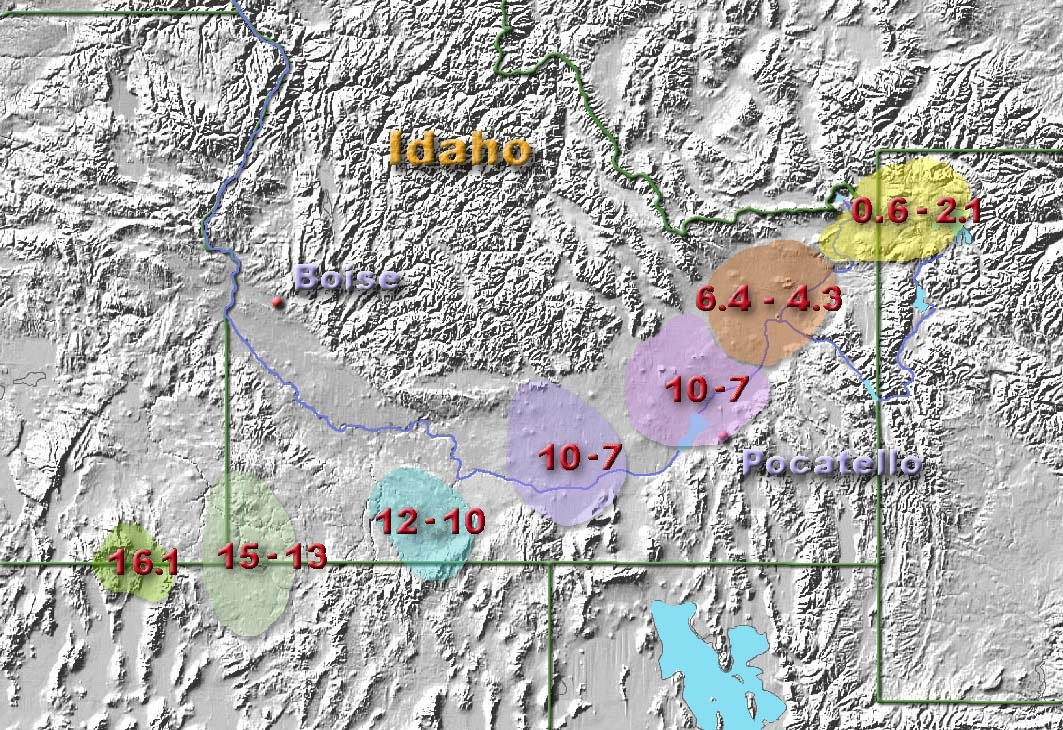
المواقع السابقة للنقطة الساخنة عبر ملايين السنين

نقطة يلوستون الساخنة (Yellowstone hotspot) كما يشار إليها أيضًا بـ سهل نهر الثعبان-نقطة يلوستون الساخنة (Snake River Plain-Yellowstone hotspot)، هي نقطة بركانية ساخنة مسؤولة عن نشاط بركاني واسع النطاق في ولايات أوريجون ونيفادا وأيداهو ووايومنج بالولايات المتحدة، خلقت شرق سهل نهر الثعبان خلال تشكيل سلسلة من كالديرا الثورات، تشمل الكالديرات الناتجة كالديرا جزيرة بارك وكالديرا هنري فورك وكالديرا برونو جاربدج، النقطة الساخنة تتواجد حاليًا أسفل كالديرا يلوستون، أحدث ثوران هائل للنقطة الساخنة وقع قبل 640,000 سنة مضت وشكَّل كالديرا يلوستون.